# Дьяков Кирило Максимович
Кирило Максимович Дьяков (рос. Кирилл Максимович Дьяков; 21 травня 1993, м. Нижній Тагіл, Росія) — російський хокеїст, захисник. Виступає за «Югра» (Ханти-Мансійськ) у Континентальній хокейній лізі. 
Вихованець хокейної школи «Супутник» (Нижній Тагіл). Виступав за «Локо» (Ярославль), МХК «Крила», «Крила Рад» (Москва), «Мамонти Югри».